# Glyptomorpha semenowi
Glyptomorpha semenowi är en stekelart som först beskrevs av Kokujev 1898.  Glyptomorpha semenowi ingår i släktet Glyptomorpha och familjen bracksteklar. Inga underarter finns listade i Catalogue of Life.